# حقیقت (فیلم ۲۰۰۳)
حقیقت 
(به تلوگویی: Nijam) فیلمی محصول سال ۲۰۰۳ و به کارگردانی تیجا است. در این فیلم بازیگرانی همچون ماهش بابو، راکشیتا، گوپیچاند، راسی ایفای نقش کرده‌اند.